# 蘿莉·萊特富特
蘿莉·伊蓮·萊特富特（英語：Lori Elaine Lightfoot，1962年8月4日—）是一位美国律师和政治家，民主党成员。她自2019年起担任芝加哥第56任市长，成為第一位当选美国主要城市的LGBT黑人女性市长，以及第二位芝加哥女性市长。  
在成为市长之前，莱特富特曾在美博律師事務所担任合伙人的私人法律业务，并在芝加哥担任过多个政府职位。她曾担任芝加哥警察局主席和芝加哥警察问责特别工作组主席。   莱特富特在2019年竞选芝加哥市长，在2019年2月的选举中与另一參選人通尼·普瑞克温克尔进行决选，並在2019年4月2日的决選中击败了普瑞克·溫克爾，成為新一任市長。  

## 外部連結
- C-SPAN內的頁面（英文）